# 文部科学省設置法
文部科学省設置法（もんぶかがくしょうせっちほう、平成11年7月16日法律第96号）は、文部科学省の設置ならびに任務およびこれを達成するため必要となる明確な範囲の所掌事務を定めるとともに、その所掌する行政事務を能率的に遂行するため必要な組織を定めることに関する法律である。

## 構成
- 第1章 総則（第1条）
- 第2章 文部科学省の設置並びに任務及び所掌事務
  - 第1節 文部科学省の設置（第2条）
  - 第2節 文部科学省の任務及び所掌事務（第3条・第4条）
- 第3章 本省に置かれる職および機関
  - 第1節 特別な職（第5条）
  - 第2節 審議会等
    - 第1款 設置（第6条）
    - 第2款 科学技術・学術審議会（第7条）
    - 第3款 国立大学法人評価委員会（第8条）

  - 第3節 特別の機関（第9条―第12条）
- 第4章 外局
  - 第1節 設置（第13条）
  - 第2節 スポーツ庁（第14条―第16条）
  - 第3節 文化庁
    - 第1款 任務及び所掌事務（第17条―第19条）
    - 第2款 審議会等（第20条―第22条）
    - 第3款 特別の機関（第23条）
- 第5章 雑則（第24条）
- 附則